# Clarisse Agbegnenouová
Clarisse Agbegnenouová (nepřechýleně Agbégnénou; * 25. listopadu 1992 Rennes) je francouzská zápasnice-judistka původem z Toga, stříbrná olympijská medailistka z roku 2016. Vystudovala HEC Paris.

## Sportovní kariéra
S judem začala v 9 letech v Asnières-sur-Seine v klubu AMA. V roce 2009 se přesunula do Argenteuil, kde se připravovala pod vedením Ahcène Goudjila. V roce 2010 se v 18 letech prosadila do francouzské ženské reprezentace ve váze do 63 kg a v závěru roku vyhrála prestižní Kano Cup. V roce 2012 se kvalifikovala na olympijské hry v Londýně, ale ve francouzské olympijské nominaci musel ustoupit zkušenější Gévrise Émaneové. V roce 2014 získala ceněný double, titul mistryně světa a Evropy. V roce 2016 odjížděla na olympijské hry v Riu jako favoritka na vítězství. V semifinále porazila Japonku Miku Taširovou po penalizaci za její vyšlápnutí v poslední minutě zápasu a ve finále nastoupila proti své velké soupeřce Tině Trstenjakové ze Slovinska. Po minutě boje se pokusila Trstenjakovou zaskočit zalamovákem ko-soto-gake, ta však její úmysl vystihla a kontrachvatem jí dostala do osaekomi (držení). Získala stříbrnou olympijskou medaili. Od roku 2017 zápasí za klub RSS Champigny na předměstí Paříže.

### Vítězství
- 2010 – 1x světový pohár (Kano Cup)
- 2011 – 1x světový pohár (Abú Zabí)
- 2013 – 3x světový pohár (Paříž, Düsseldorf, Miami)
- 2014 – 3x světový pohár (Paříž, Havana, Čedžu)
- 2015 – 2x světový pohár (Abú Zabí, Čedžu)
- 2016 – 1x světový pohár (Paříž)
- 2017 – 2x světový pohár (Düsseldorf, Bukurešť)
- 2018 – 2x světový pohár (Paříž, Tbilisi)

## Výsledky
| Olympijské hry     | —  |   |     |    | —  |    |    |    | 2. |    |    |    |  |  |  |  |  |  |  |  |  |  |  |  |  |  |  |
| Mistrovství světa  |    | — | —   | —  |    | 2. | 1. | 2. |    | 1. | 1. |    |  |  |  |  |  |  |  |  |  |  |  |  |  |  |  |
| Evropské hry       |    |   |     |    |    |    |    | 3. |    |    |    | 1. |  |  |  |  |  |  |  |  |  |  |  |  |  |  |  |
| Mistrovství Evropy | —  | — | —   | —  | 3. | 1. | 1. | 3. | —  | 5. | 1. | 1. |  |  |  |  |  |  |  |  |  |  |  |  |  |  |  |
| ME do 23 let       | —  | — | —   | —  | —  | —  | —  |    |    |    |    |    |  |  |  |  |  |  |  |  |  |  |  |  |  |  |  |
| MS juniorů         | —  | — | úč. | 3. |    |    |    |    |    |    |    |    |  |  |  |  |  |  |  |  |  |  |  |  |  |  |  |
| ME juniorů         | —  | — | —   | —  |    |    |    |    |    |    |    |    |  |  |  |  |  |  |  |  |  |  |  |  |  |  |  |
| ME dorostenců      | 1. |   |     |    |    |    |    |    |    |    |    |    |  |  |  |  |  |  |  |  |  |  |  |  |  |  |  |